# Kerkhof van Soks
Het Kerkhof van Soks is een gemeentelijke begraafplaats in het dorp Soks in het Franse Noorderdepartement. Het kerkhof bevindt zich rond de Sint-Legierskerk in het dorpscentrum.

## Britse oorlogsgraven
Op het kerkhof bevinden zich 4 geïdentificeerde Britse militaire graven van gesneuvelden uit de Tweede Wereldoorlog. Het gaat om de graven van twee soldaten en van een Britse en een Nieuw-Zeelandse piloot. De graven worden onderhouden door de Commonwealth War Graves Commission. In de CWGC-registers is de begraafplaats opgenomen als Socx Churchyard'.